# (10257) Garecynthia
(10257) Garecynthia (4333 T-3) – planetoida z pasa głównego asteroid okrążająca Słońce w ciągu 6,44 lat w średniej odległości 3,46 j.a. Odkryta 16 października 1977 roku.